# Székely Újság
Székely Újság címen két alkalommal is indult lap Kézdivásárhelyen, a korábbi 1904-1944-ig, a későbbi 1989-1991 közt élt.

## 1904-1944 közt
1. Kézdivásárhelyen jelent meg 1904-ben, alapítója és első szerkesztője Molnár Emil volt. 1919-től Kézdivásárhely és Vidéke Gazdasági Egyesületének hivatalos lapjaként szerepelt, Dienes Ödön, majd Kovács J. István szerkesztésében, aki 1925-től a hetilap felelős szerkesztője és kiadója is. Az 1925. március 29-i számtól egyesült a Székely Hírlappal, címében azonban mindkét lap nevét megőrizte. 1936–40 között román alcíme is volt (Gazeta Săcuimii, majd Gazeta Săcuiască). Utolsó lapszáma 1944. július 30-án jelent meg.

## 1989-1991 közt
2. Kézdivásárhelyen indult 1989. december 23-án, s 1991. március 11-ig jelent meg. Alapító szerkesztői ifj. Deme László, Fekete Vince, Sántha Attila, felelős szerkesztője Ambrus Ágnes, majd Jochom István. A szerkesztésbe később bekapcsolódott Nagy Tamás, Incze László és Szabó Judit is. Munkatársai között Balogh Lászlót, Kádár Gyulát, Vikol Erzsébetet és Takács Gézát is ott találjuk. „Ennek a lapnak a megalapításával – olvasható az első szám programcikkében – egy régi helyi hagyományt újítunk fel. A valamikori »Székelyföld« és a hasonló fejléccel megjelenő »Székely Újság« nyomdokaiba kívánunk lépni… Úgy érezzük, most jött el az idő, hogy egyenesen, igazán és szabadon elmondhassuk véleményünket.”
A közéleti anyag mellett már az első számban olvasható irodalom is: Sántha Attila Auschwitzi séta és Fekete Vince Szavak márciusa c. verse, később szerzői sorában találkozunk Kányádi Sándor, Markó Béla, Páskándi Géza, Veress Gerzson nevével is. Balogh László 1990. május 5-étől két terjedelmes sorozatot közöl, címe: Ellopták a forradalmat, illetve Pretóriától keletre. Több számon át közli a Székely Újság Földi Istvánnak a különböző népi mesterségeket (szíjgyártók, kenyérsütők, kereskedők) bemutató sorozatát is. Többé-kevésbé állandó rovatai a Nyelvművelő (szerk. Vikol Erzsébet), Tollhegyen (Dévai Jochom István), Böngésző (Incze László), s a Jeles személyiségek.
A papírárak drasztikus emelkedése végül is a Székely Újság megszűnéséhez vezetett. Szerepét az 1996-ban indult Székely Hírmondó vette át.